# Бубновский, Самуил Маркович
Самуил Маркович Бубновский (также известен как Шмил Бубновский; 1902, Кишинёв, Бессарабская губерния — 31 декабря 1937, Свердловск) — активный участник большевистского подполья в Бессарабии в составе Румынии, один из активных участников создания Молдавской АССР, партийный и государственный деятель республики. Партийные псевдонимы Аурел, Френк, Оскар.

## Биография
Родился в семье пекаря Мотеля Шмулевича Бубновского (1877—1938) в Кишинёве, там же окончил гимназию. Участвовал в революционном движении с 1917 года, членом коммунистической партии стал в 1919 году. В 1919 году возглавил левое крыло Союза социалистической молодёжи Бессарабии, в декабре того же года стал секретарём бессарабского областного комитета РКСМ (комсомола), затем членом бессарабского комитета РКП(б).
С марта 1921 года — член Временного ЦК Коммунистической партии Румынии, в апреле 1921 года арестован, подвергнут пыткам. Вместе с Павлом Ткаченко был обвиняемым в ходе «Процесса 270-ти». Против процесса в мировой прессе поднялась волна протеста. Видный деятель румынского рабочего движения Александру Доброджану-Геря писал в газете «Сочиализмул» о несостоятельности обвинений, предъявленных Павлу Ткаченко и Самуилу Бубновскому: «…Сегодня можно уже говорить об окончании чудовищного процесса, состряпанного из десятков дел путём насилия над любыми правовыми нормами и разумом, — процесса, который ни на минуту не переставал быть чудовищным…». Румынским властям под давлением общественности пришлось освободить большинство обвиняемых, однако Бубновский и Ткаченко были осуждены, но через некоторое время им удалось бежать из-под стражи. Вскоре Бубновского вновь арестовали, но потом, по требованию общественности, освободили и он тайно перебрался через Днестр в СССР.
Бубновский был одним из активных участников создания МАССР; стал секретарём ревкома республики. На первом съезде Советов Молдавии в апреле 1925 года был избран секретарём ЦИК МАССР, затем заместителем председателя СНК и председателем Госплана республики, с апреля 1927 одновременно нарком торговли. На заседании Президиума ЦИК и СНК АМССР 29 сентября 1925 года назначен председателем Комиссии по проведению молдаванизации и украинизации языка преподавания в учебных заведениях и делопроизводства в государственных и общественных учреждениях.
С началом индустриализации его направили на учёбу в Ленинградский политехнический институт (окончил в 1932 году), в годы учёбы избирался членом Выборгского РК ВКП(б) и депутатом Выборгского райсовета Ленинграда. С 1932 года — начальник строительно-монтажного управления в Свердловске. Репрессирован и расстрелян в 1937 году.

## Интересные факты
Именем Бубновского в 1968 году была названа улица в кишинёвском районе Рышкановка. После распада СССР она была названа Матей Басараб, в честь господаря Валахии в 1632—1654 годах.